# Чёрные глаза (песня, 1928)
«Чёрные глаза» — первое танго Оскара Строка, написанное в 1928 году.  Слова Александра Перфильева. В большинстве версий танго цитируется мелодия классического романса «Очи чёрные».
Первая пластинка с записью песни (оркестр М. Вебера, вокал Марека Белорусова) была выпущена берлинской фирмой «His Master’s Voice» в 1929 году. Через два года тот же исполнитель записал дамский «Ответ на „Чёрные глаза“», написанный всё теми же Строком и Перфильевым.
В СССР первыми исполнителями «Чёрных глаз» были Казимир Малахов совместно с джазом Александра Цфасмана и Иван Миловидов вместе с джазом Якова Скоморовского. В 1930-е годы песня прочно вошла в репертуар Петра Лещенко, с которым ныне часто ассоциируется.